# Gladstelige glimmerinktzwam
De gladstelige glimmerinktzwam (Coprinellus truncorum) is een schimmel behorend tot de familie Psathyrellaceae. Hij leeft op dode stronken, stammen en ondergrondse houtresten van loofbomen in bossen, lanen en parken op voedselrijke, vochtige bodems. Hij groeit in bossen, parken en begraafplaatsen op rottend hout en stronken, vooral populieren en wilgen. Hij produceert vruchtlichamen van juni tot september.

## Kenmerken

### Uiterlijke kenmerken
Hoed
De hoed heeft een diameter van 3,5 tot 5 cm. Aanvankelijk gesloten, daarna halfovaal, ovaal, ellipsvormig en uiteindelijk conisch of convex. De kleur is eerst witachtig, omdat de hoed bedekt is met een witachtige bedekking, dan oker met talloze stukjes witachtige bedekking, dan wordt hij zwart. Hoeden smelten in natte omstandigheden.
Lamellen
De zwam heeft 55 tot 60 lamellen, ze staan vrij en hebben een breedte van 3 tot 8 mm breed. Wit bij jonge exemplaren, grijsbruin met ouderdom, uiteindelijk zwart, snel oplossend.
Steel
De steel heeft een lengte van 4 tot 10 cm en een dikte van 2 tot 7 mm. Hij is cilindrisch, hol van binnen, verdikt aan de basis. Het oppervlak is glad of bedekt met zeer fijne vezels, witachtig bij jonge exemplaren.

### Microscopische kenmerken
De sporen zijn ellipsvormig of ovaal, met een ronde basis en top, roodbruin van kleur en meten 6,7-9,3 × 4,7-6,4 (7) × 4,2-5,6 µm. Er is een centrale kiempore van 1,0 tot 1,3 µm breed. De basidia zijn 14-38 × 8-9 µm, en is omgeven door 3 tot 5 (-6) pseudo-parafysen. Pleurocystidia meten 50-150 × 30-80 µm, ellipsvormig, ovaal of subcilindrisch. Cheilocystidia meten 40-130 × 25-70 µm, bijna bolvormig, ellipsvormig of ovaal. Er zijn geen caulocystidia aanwezig. De hoed is gemaakt van dunwandige, halfronde cellen met een diameter van 15 tot 40 µm. Er zijn geen gespen aanwezig.

## Verwante soorten
Deze soort, die deel uitmaakt van het cluster van paddenstoelen dat morfologisch verwant is aan Coprinellus micaceus, kan worden onderscheiden van C. micaceus door een gladde, eerder dan behaarde (poederachtige) steel en door meer elliptische sporen. Hoewel niet overtuigend bewezen, kan deze soort conspecifiek zijn met C. micaceus.

## Verspreiding
De gladstelige glimmerinktzwam komt voor in Europa, Noord-Amerika en Australië. Sporadisch wordt hij ook in Zuid-Amerika waargenomen. In Nederland komt hij vrij zeldzaam voor. Hij staat niet op de rode lijst en is niet bedreigd.